# Eupithecia anglicata
Eupithecia anglicata är en fjärilsart som beskrevs av Pierre Millière 1870. Eupithecia anglicata ingår i släktet Eupithecia och familjen mätare. Inga underarter finns listade i Catalogue of Life.